# Summertime Blues
Summertime Blues е песен, написана и записана от американския рокабили музикант Еди Кокран. Тя е написана в края на 1950-те години от Кокран и мениджъра му Джери Кейпхарт. Първоначално е Б страна на сингъл. Издадена е през август 1958 година и достига 8-о място в „Хот 100“ на „Билборд“ на 29 септември 1958 година. Във Великобритания се изкачва до позиция №18 на Британската класация на сингли. Кавърирана е от много музиканти, включително от кънтри певеца Алън Джаксън, който постига с нея първо място, от „Ху“, от „Блу Чиър“ и други.

## Изпълнители
Изпълнителите в оригиналната версия на Еди Кокран са:
- Еди Кокран: вокали, китара, китарен овърдъб (наслагване на музикални сегменти);
- Кони Смит – Гайбо: електрическа бас-китара;
- Ърл Полмър: барабани.